# Albion, New York
För kommunen med samma namn i Orleans County, se Albion (kommun i Orleans County, New York), för den i Oswego County, se Albion (kommun i Oswego County, New York)
Albion är administrativ huvudort i Orleans County i delstaten New York. Enligt 2020 års folkräkning hade Albion 5 637 invånare.
Administrativt är Albion en village, en administrativ enhet i New York. Den är delvis belägen i kommunen Albion och i kommunen Gaines. Bosättningen grundades 1812 under namnet Newport men ändrades senare till Albion för att inte sammanblandas med en närliggande kommun. Området lockade få bosättare innan det kungjordes att Eriekanalen skulle dras genom området. Kanalen och den befintliga kvarnen i området var också skälet till att Albion valdes till huvudort när Orleans County bildades 1824. 1828 bildades den administrativa enheten Albion.

## Politik
Ursprungligen valdes i orten en president. 1951 ändrades lagarna och sedan dess väljer man istället en borgmästare (mayor). 
För perioden 1 april 2014 till 1 april 2018 valdes Dean London som borgmästare, med Eileen S. Banker som vice borgmästare.